# قائمة آثار محافظة الطفيلة

محافظة الكرك.

تتناول هذه القائمة المواقع الأثرية المسجَّلة رسمياً لدى دائرة الآثار العامة التابعة لوزارة السياحة والآثار في محافظة الطفيلة جنوب الأردن.

## القائمة
| الرقم | الاسم        | الوصف                  | الموقع | الإحداثيات | الصورة                               |
| ----- | ------------ | ---------------------- | ------ | ---------- | ------------------------------------ |
| TA-01 | قلعة الحسا   | العصر العثماني         |        |            | صورة                                 |
| TA-02 | قلعة الطفيلة | العصر العثماني         |        |            | العصر العثماني · Upload file         |
| TA-03 | خربة التنور  | العصر النبطي           |        |            | صورة                                 |
| TA-04 | خربة الذريح  | العصر النبطي           |        |            | صورة                                 |
| TA-05 | غرندل        | العصر النبطي           |        |            | صورة                                 |
| TA-06 | بصيرا        | العصر الأدومي          |        |            | صورة                                 |
| TA-07 | الرشادية     | العصر الأدومي-الإسلامي |        |            | صورة                                 |
| TA-08 | وادي فينان   | العصر النحاسي-البيزنطي |        |            | العصر النحاسي-البيزنطي · Upload file |